# Freccia del Brabante 2009
La Freccia del Brabante 2009, quarantanovesima edizione della corsa, valida come evento del circuito UCI Europe Tour 2009 categoria 1.1, fu disputata il 29 marzo 2009 per un percorso di 194,5 km. Fu vinta dal francese Anthony Geslin, al traguardo con in 4h00'22" alla media di 44,542 km/h.
Dei 195 ciclisti alla partenza furono in 102 a portare a termine il percorso.

## Ordine d'arrivo (Top 10)
| Pos. | Corridore         | Squadra       | Tempo    |
| ---- | ----------------- | ------------- | -------- |
| 1    | Anthony Geslin    | F. des Jeux   | 4h00'22" |
| 2    | Jérôme Pineau     | Quick Step    | s.t.     |
| 3    | Fabian Wegmann    | Milram        | s.t.     |
| 4    | Björn Leukemans   | Vacansoleil   | s.t.     |
| 5    | Karsten Kroon     | Saxo Bank     | s.t.     |
| 6    | Frederik Willems  | Liquigas      | a 3"     |
| 7    | Xavier Florencio  | Cervélo       | s.t.     |
| 8    | Christian Knees   | Milram        | a 7"     |
| 9    | Philippe Gilbert  | Silence-Lotto | a 20"    |
| 10   | Benoît Vaugrenard | F. des Jeux   | s.t.     |